# Papuk–91 hadművelet
A Papuk–91 hadművelet (horvátul: Operacija Papuk-91) a horvátországi háború idején a Horvát Hadsereg (Hrvatska vojska – HV) által a Krajinai Szerb Köztársaság (Republika Srpska Krajina – RSK) nyugat-szlavóniai erői és a Jugoszláv Néphadsereg (Jugoslovenska Narodna Armija – JNA) banja lukai és belovári hadteste ellen a nyugat-szlavóniai Papuk-hegységben végrehajtott a katonai offenzívája volt. A hadművelet 1991. november 28-tól 1992. január 3-ig tartott, amikor a szarajevói egyezmény aláírása miatt meg kellett szakítani. Ezzel a csatával Nyugat-Szlavónia nagy része felszabadult a szerb megszállás alól, egyúttal meghiúsult Szlavónia elvágásának terve az ország többi részétől.
A HV megmutatta, hogy időközben tekintélyes katonai erővé vált, és a szerbek belátták, hogy a JNA segítsége sem garantálja számukra a győzelmet. Egyes források a Papuk–91 hadműveletet Strijelának (azaz Nyílnak) nevezik, mások pedig mindkét hadműveletet a Hurrikán–91 hadművelet keretébe foglalják.

## Előzmények
Az 1991-es horvátországi jugoszláv hadjárat során a Jugoszláv Néphadsereg (Jugoslovenska Narodna Armija – JNA) 5. (banja lukai) hadteste azt a feladatot kapta, hogy nyomuljon előre észak felé, a nyugat-szlavóniai Okucsánytól Daruvárig és Verőcéig, valamint másodlagos céllal Okucsányból Kutenya felé. Ez a cél lényegében összhangban volt azzal a kitűzött vonallal, amelyet a Kelet-Szlavóniából előretörő JNA fő csapásának körülbelül egy hét alatt el kellett érnie. A műveletet úgy tervezték, hogy megkönnyítse a további előrenyomulást nyugat felé, Zágráb és Varasd irányába. A hadtest támogatására a hadsereg Okucsány közelében bevetette a 265. gépesített dandár harccsoportját, támogatva a szeptember 21-én megkezdett előrenyomulást, amely elérte a Papuk-hegységet. Az alakulat az előrenyomulás során egy tüzérségi, és két gépesített dandárt kapott erősítésként, de a JNA által másutt tapasztalt dezertálási és morális problémák a banja lukai hadtestnél is fennálltak.
A JNA-t Novszka, Újgradiska és Pakrác között a Horvát Nemzeti Gárda (Zbor Narodne Garde – ZNG) megállította, így SAO Nyugat Szlavónia Területvédelmi (Teritorijalna odbrana vagy TO) egységei a Bilo-hegységben és a Papukban Pakráctól északra (Verőce és Szalatnok között) JNA támogatás nélkül álltak. Számukra Grobosinctól 7 km-re keletre, és Daruvártól 8 km-re északra fekvő Ivanovo Selo szeptember 21-én történt elfoglalása jelentette a területi maximumot a Bilo-hegység területéről, de a ZNG még aznap visszafoglalta a falut.

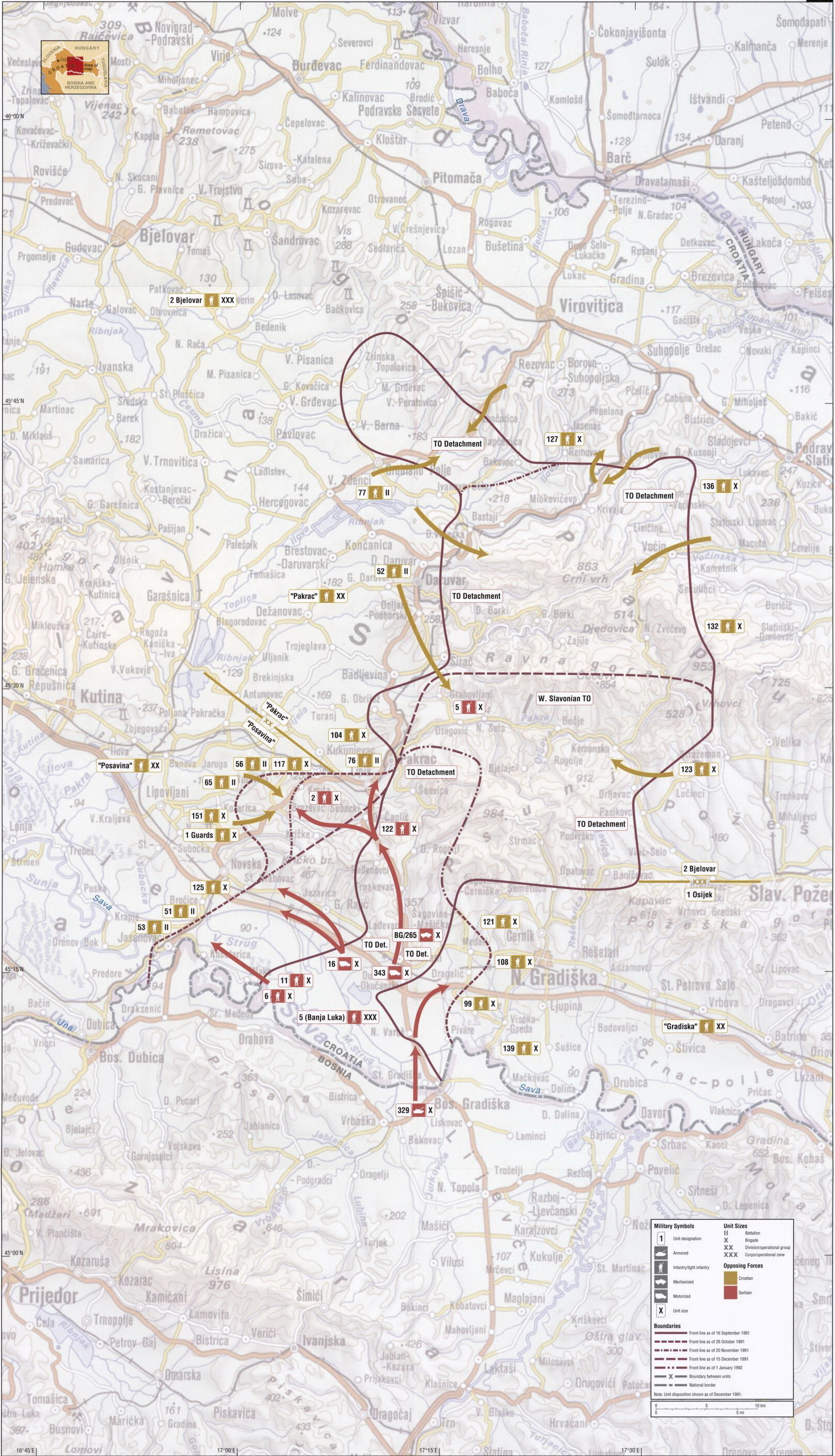
Hadműveletek Nyugat-Szlavóniában 1991 szeptembere és 1992 januárja között

A banja lukai hadtest október 1-jén, mielőtt három nappal később komoly erőfeszítéseket tett volna, a hadtest nagy részével megkezdte a tapogatózó támadásokat a régióban. A lassú előrenyomulás során közvetlenül Novszka és Újgradiška mellett védelmi állásokat hozott létre. Október 6-án, amikor a JNA elfoglalta a várostól 4 km-re északnyugatra fekvő Batinjanit Pakrácot rövid időre elszigetelték, elzárva a város ellátására rendelkezésre álló utolsó utat. A ZNG még aznap visszafoglalta a falut, és 6 km-re visszavetette a JNA-t. A JNA október 8-án elfoglalta Jasenovacot, négy nappal később Lipiket, valamint és Pakrác egy részét. Ekkorra azonban a JNA nyugat-szlavóniai offenzívája már veszített lendületéből és október 13-án és 16-án a ZNG kisebb előretörést hajtott végre Novszkától északra és Újgradiškától nyugatra. A horvát hatóságok ekkor már nem tartották kritikusnak a háborús helyzetet, és parancsot adtak ki az október 15-iki ellentámadás megtervezésére. Október 29-én Novszka és Újgradiška közelében a ZNG elindította a Hurrikán–91 hadműveletet.
A Papuk–91 hadművelet közvetlen előzménye az Otkos–10 (magyarul „Kaszarend-10” más néven Bilogora '91) hadművelet volt, melyet a horvátok a D5-ös, Verőce–Lončarica–Grobosinc út feletti ellenőrzés visszaszerzésére terveztek, és célja a Nyugat-Szlavónia legészakibb, szerbek által elfoglalt területén telepített szerb területvédelmi erők elvágása és megsemmisítése volt. Ezek a célok egyben arra is irányultak, hogy megakadályozzák a banja lukai hadtest támogatását, ha az megpróbálna áttörni Verőce felé; ellenőrizzék az utolsó, Zágráb és Szlavónia között fennmaradó ellátási útvonalat; illetve lerövidítsék a horvát védelmi vonalakat, valamint javítsák a csapatok és a civilek morálját. Az offenzívát eredetileg október 15-re tervezték, de a 105. gyalogdandár és a különleges rendőrség elérhetetlensége miatt két héttel elhalasztották. A hadműveleti terv szerint a ZNG-nek 48 órán belül el kellett vágnia a Bilo-hegységben állomásozó két szerb területvédelmi (Teritorijalna Obrana – TO) zászlóaljat, az offenzíva második szakaszában pedig a csapdába esett TO haderőt kellett megsemmisítenie.
Az offenzívát október 31-én reggel 6 órakor indították meg, három csoportban történő ZNG előretöréssel. az 57. független zászlóalj délről, a 127. gyalogdandár északról, a 127. gyalogdandár 1. zászlóalja pedig északnyugatról nyomult előre. Aznap a ZNG Grobosinc biztosításával elfoglalta, a Grobosinc–Nagygordonya úttól északnyugatra, Nagybarna, Gornja Kovačica és Zrinska falvakat. A ZNG a Verőce–Grobosinc úton is előrenyomult, megérkezett a Grobosinctól 4 km-re keletre fekvő Mala Peratovica külterületére és megközelítette a Verőcétől 11 km-re délre fekvő Lončarica falut. A szerb TO erői, bár a harctéri helyzetet reménytelennek minősítették (főleg Lončarica közelében), erős ellenállást fejtettek ki. Közeli légi támogatást kértek a Jugoszláv Légierőtől, amely válaszul támogatásukra négy-hat repülőgépet vetett be.
November 1-jén a ZNG tisztogatási műveleteket hajtott végre a Grobosinctól északnyugatra fekvő területeken, majd a következő napon a TO csapatai megkezdték a visszavonulást a Papuk-hegység felé. Lončaricát és a Mala Peratovicától 2 km-re északkeletre fekvő Dapčevićki Brđanit, miután legyőzték az erős szerb ellenállást, november 3-án foglalták el a horvát csapatok. Azon a napon a ZNG-t Horvát Hadseregre (Hrvatska vojska – HV) nevezték át. A falvak elfoglalása után a Grobosincból és Verőcéből előrenyomuló horvát csapatok egyesültek. A HV az offenzíva első napján elfoglalta Velika Peratovica falut, amelyet a Verőce–Grobosinc út mentén és Grobosinctól északnyugatra elvágtak a külvilágtól. November 4-én, miután a HV biztosította a területet, a hadműveletet befejezettnek nyilvánították.
November 10-én az 57. független zászlóalj előrenyomult az Otkos–10 hadműveletben elfoglalt területtől keletre fekvő Veliki Miletinac-i szerb területvédelmi erők ellen, és még aznap elfoglalta a falut. Másnap a szomszédos Mali Miletinacot, november 12-én pedig Bastajski Brđani és Rekići falvakat foglalta el a HV. Két nappal később a szerb TO ellentámadásba lendült, kilenc HV-katonát megölt és további tízet megsebesített, de a HV védelme kitartott. Ezután egy 50 főnyi Fehér Sasok félkatonai egységgel megerősítve újabb erőfeszítést tett Bastaj Brđani visszafoglalására. Ez annak ellenére, hogy a jól felkészült alakulatokat tüzérség is támogatta meghiúsult, mert a védekező HV-erőt a támadás első jeleire riasztották és megerősítették. A Fehér Sasok 46 elesettet veszített a csatában.

## A hadművelet lefolyása

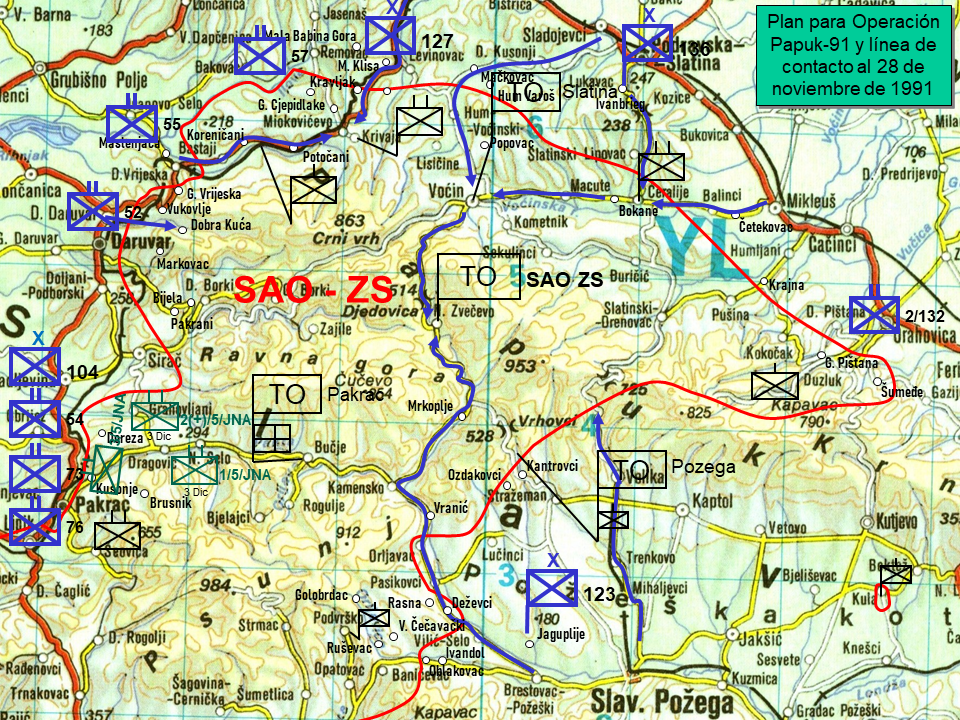
Frontvonalak a Papuk–91 hadművelet kezdetén, 1991. november 28-án

A nyugat-szlavóniai Papuk szerbek által megszállt területe az akkori Verőce, Daruvár, Szalatnok, Raholca, Pozsega és Pakrác községek településeinek egy részét foglalta magában. E községek hegyvidéki részeinek többsége szerb fennhatóság alá tartozott, melyeket a Papuk-hegység kötött össze. A hegyvidéki adottságok mellett a sűrű erdő borította terület is nagyban megkönnyítette a terület szerb lázadók általi ellenőrzését. A lázadók közvetlenül fenyegették a Daruvár – Suhopolje, a Szircs – Atyina, a Pakrác – Pozsega, a Kamenska – Atyina – Szentmiklós és a Velike – Ćeralije – Szalatnok közötti kommunikációt. Az említett utak mellett szerb tüzérség fenyegette a Verőce – Nekcse szakaszon a drávamenti autópályát és a vasútvonalat a Kapronca – Verőce – Szalatnok – Nekcse szakaszon. A drávamenti autópálya átjárhatósága ekkor döntő jelentőségű volt a Horvát Köztársaság számára, tekintettel arra, hogy a Novszka – Újgradiska szakaszon a szávamenti közúti és vasúti útvonalakat elfoglalták, így Horvátország többi része és Kelet-Szlavónia között a drávamenti autópálya volt az egyetlen kapcsolat. Ez volt az egyik fő oka a Papuk–91 hadművelet elindításának.
A Papuk–91 hadművelet a tervek szerint az Otkos–10 hadműveletet követte, a Verőce–Eszék útról dél felé haladva, hogy megtisztítsa a Papuk és Psunj hegységeket a TO (a 28. partizánhadosztály elemei) erőktől. Az offenzívát Jezerčić tábornok egy november 23-i szalatnoki értekezleten hagyta jóvá, amelyen részt vett HV főfelügyelője Martin Špegelj, Miljenko Crnjac ezredes (a 123. gyalogdandár parancsnoka), Đuro Dečak ezredes (a 127. gyalogdandár parancsnoka), Josip Černi ezredes (a 136. gyalogdandár parancsnoka) és a támogatásával megbízott egyéb egységek parancsnokai. A támadó horvát erőkben a Horvát Hadsereg 104. varasdi (parancsnokok: Ivan Rukljić és Vjeran Rožić)
3/117. kőrösi (parancsnok: Zvonko Beljo), 123. pozsegai (parancsnok: Miljenko Crnjac), 
125. novszkai, 127. verőcei (parancsnok: Đuro Dečak), 132. nekcse-raholcai (parancsnok:  Slavko Barić) és 136. szalatnoki dandárjai (parancsnok: Josip Černi), valamint a ZNG szabotázsellenes belovári százada (parancsnok: Željko Cepanec) vettek részt.

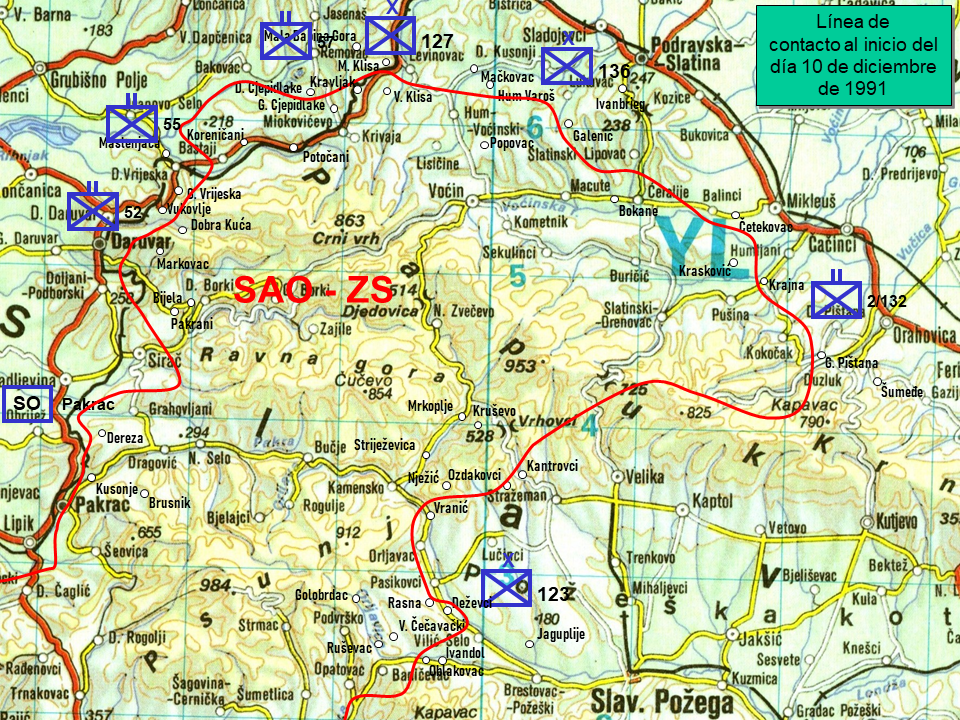
Frontvonalak a Papuk–91 hadművelet során, 1991. december 10-én

A hadművelet november 28-án indult Grobosinctól a közel 60 km-re keletre fekvő Raholca irányban. December 2-án a 123. gyalogdandár egy különítménye a Papukban egy katonai bázisra csapott le, melyben tizenegy JNA katona meghalt. December 10-én „Gradina” akciónévvel a HV az Újgradiskától északra fekvő Psunj-hegység területére nyomult előre, és elfoglalta Šnjegavić, Sinlije, Golobrdac, Vučjak Čečavski, Ruševac, Jeminovac, Čečavac és Opršinac falvakat. Az előrenyomulás javította az Újgradiska–Pozsega út biztonságát, és biztosította a Hurrikán–91 hadművelet újgradiskai tengelyének jobb szárnyát.
December 12. és 15. között a HV Đulovac környékén, az Otkos–10 hadműveletben elfoglalt területtől délkeletre foglalt el egy falucsoportot. A keletről közeledő HV egységek december 14–15-én elfoglalták a Đulovactól mintegy 10 km-re délkeletre fekvő Atyinát. Atyina és Đulovac házait súlyosan megrongálta a visszavonuló szerb TO és a Fehér Sasok félkatonai szervezet, akik még 43 civilt is megöltek Atyinán december 13-án. Az áldozatok holttesteit, feltehetően mások figyelmeztetéseként,  megcsonkították mielőtt eltemették.
December 16-án a HV (a Sokolina kódnevű hadműveletben) elfoglalta az Atyinától mintegy 10 km-re délre és Velikétől mintegy 15 km-re nyugatra fekvő Gornji Vrhovci, Kamenski Vučjak és Kamenski Šušnjari falvakat, ezzel a szerb TO erőket a Papuk-hegység és a Psunj-hegység délnyugati lejtőire szorította vissza. Másnap a HV elfoglalta Novo Zvečevót és a faluban (Atyina és Kamenski Vučjak között félúton) egy „Johanesberg” kódnevű támadásban elfoglalt egy TO utánpótlásraktárt. December 18-án a HV Kamenski Vučjakból délnyugati irányba nyomult előre. A „Laništa” kódnevű akcióban elfoglalta Striježevica, Bogdašić, Amatovci és Kamenski Šeovci falvakat, és a Pakrác–Pozsega úton 1 km-re megközelítette Kamenska falu. A következő három nap során a HV tisztogatási műveleteket végzett a területen.

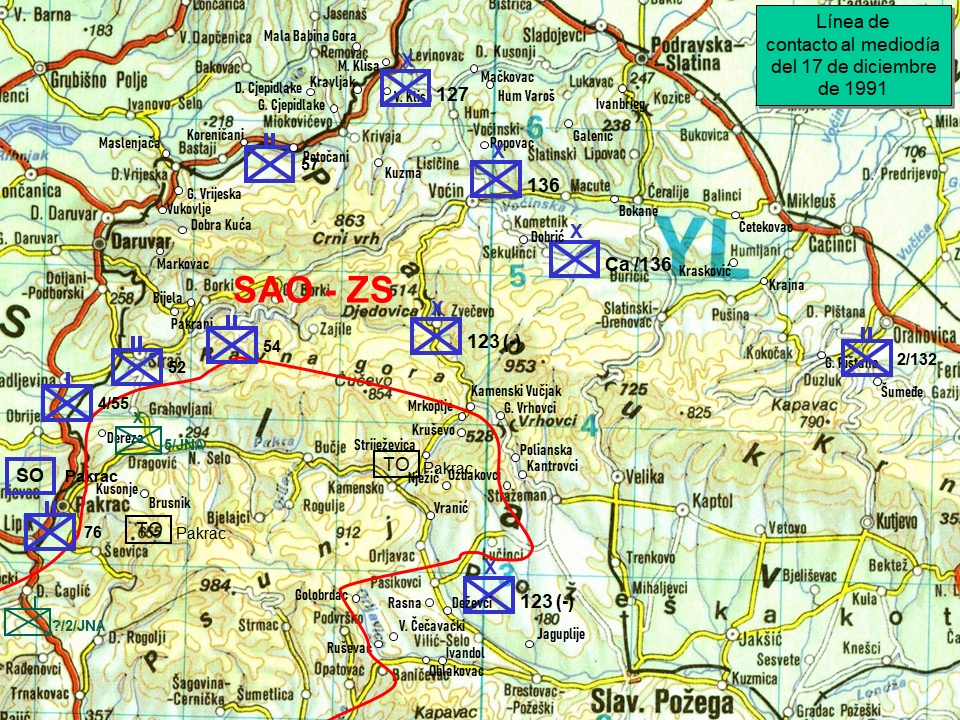
Frontvonalak a Papuk–91 hadművelet során, 1991. december 17-én

December 21-én „Prkos” kódnéven a HV sikertelen támadást indított Kamenska és a szomszédos Mijači falu ellen. Ezt követően a szerb TO kivonult a Kamenskától északra fekvő területről (köztük december 24-én Sažije faluból), majd másnap kivonult Kamenskából és Mijačiból is. A Pakrác térségébe (a Papuktól és a Psunjtól nyugatra) telepített HV erők kelet felé haladtak, hogy támogassák a Papuk–91 hadműveletet december 24–25. között elfoglalva Dereza Gornji Grahovljani, Donji Grahovljani, Kusonje és Španovica falvakat és kevesebb mint 15 km-re hagyták el a nyugatról és keletről haladó HV-egységeket elválasztó Pakrác–Pozsega utat. A Papuk–91 hadművelet december 26-án ért véget, amikor a 123., a 127. és a 136. dandár erői Bučjénál találkoztak. Az utolsó napi akció a „Velebit” kódnevet kapta.

## Következmények
A Papuk–91 hadműveletben Daruvár községben 26, Szalatnok községben 17, Raholca község délnyugati részén 7, Pozsega község keleti részén 23, Pakrac községben 25 település szabadult fel, valamint felszabadultak Verőce község déli részének periférikus részei is. Ezenkívül a drávamenti fő közlekedési út is nyitva állt a forgalom előtt, csakúgy, mint a Daruvárból Suhopoljébe, a Daruvárból Szalatnokra, a Humból Szentmiklósra, az Atyinából Kamenskára és Pakrácból Pozsegába vezető utak. A megszállt terület felszabadítása során a HV és a horvát rendőrség mintegy 142 tagja vesztette életét. A „Papuk–91” hadművelet során a HV csapatai nagyszámú fegyvert és katonai felszerelést zsákmányoltak, és nagy előrelépést tettek céljaik eléréséhez.
A Papuk–91 hadműveletben elért horvát pozíciók megalapozták a SAO Nyugat-Szlavónia ellen elért további sikereket. Egyes források összekeverik az Otkos–10 és Papuk–91 hadműveleteket, mert utóbbit az Otkos–10 hadművelet részeként írják le. A Papuk–91 hadművelet megszüntette a Kelet-Szlavóniát Zágrábbal összekötő út fenyegetettségét, a szerb TO-erők pedig délre szorultak, így az út a tüzérségi hatótávolságon kívülre került. A Papuk–91 hadművelet során a HV 110 települést és 1230 km2 területet foglalt vissza.
A Papuk-hegységben emlékművet állítottak annak a 11 katonának, akiket 1991. december 2-án a 123. gyalogdandár a Papuk–91 hadművelet során gyilkolt meg. Az Otkos–10, a Papuk–91 és a Hurrikán–91 hadműveletek (utóbbit Nyugat-Szlavóniában 1991 végén hajtották végre) a horvát függetlenségi háború első felszabadító hadműveletei voltak.

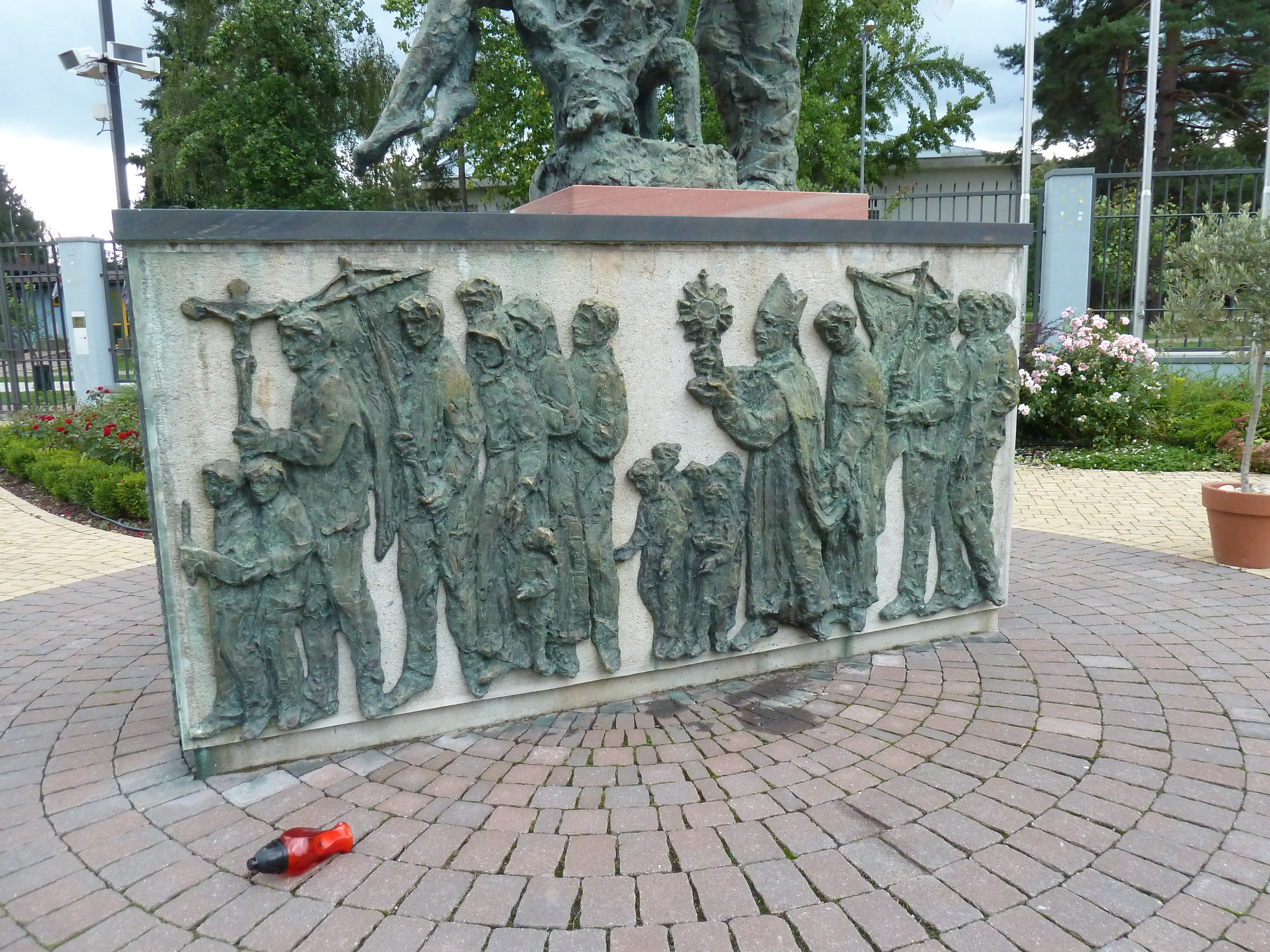
Az atyinai áldozatok emlékműve

A volt Jugoszláviával foglalkozó nemzetközi büntetőtörvényszék (ICTY) Vojislav Šešeljt számos háborús bűncselekménnyel vádolta meg, köztük a Fehér Sasok szerb félkatonai szervezet által december 13-án Atyinában elkövetett gyilkosságokkal is. Bár a tárgyalás 2012-ben véget ért, az ítélet végrehajtása függőben maradt. Slobodan Miloševićet, Szerbia akkori elnökét szintén bíróság elé állította az ICTY az atyinai bűncselekmények miatt, de Milošević még az eljárás befejezése előtt meghalt.
Az 1992. január 3-iki tűzszünet lehetővé tette a Vance-terv végrehajtását, amely az ENSZ által védett területként (UNPA) megjelölt területeken a civilek védelmében ENSZ-békefenntartókat telepített Horvátországba. A tervben meghatározott egyik UNPA, az UNPA Nyugat-Szlavónia, Novszka és Újgradiška települések egy részét, valamint Daruvár, Grobosinc és Pakrác egész területét felölelte. Ez az UNPA a január 3-án a JNA birtokában lévő területre, további északi (a HV által 1991 végén visszafoglalt) területekre és azokra a városokra terjedt ki, amelyek soha nem voltak az SAO Nyugat-Szlavónia ellenőrzése alatt (mint például Grobosinc és Daruvár). A kezdetben 10 000 fős békefenntartó erő (United Nations Protection Force, rövidítve UNPROFOR) telepítését március 8-án kezdték meg.

### Könyvek
- Armatta, Judith. Twilight of Impunity: The War Crimes Trial of Slobodan Milosevic. Durham, North Carolina: Duke University Press (2010). ISBN 978-0-8223-4746-0
- Central Intelligence Agency, Office of Russian and European Analysis. Balkan Battlegrounds: A Military History of the Yugoslav Conflict, 1990–1995. Washington, D.C.: Central Intelligence Agency (2002). ISBN 9780160664724. OCLC 50396958
- Duijzings, Gerlachlus. Religion and the Politics of Identity in Kosovo. London, England: C. Hurst & Co. (2000). ISBN 9781850653929
- Gow, James. The Serbian Project and Its Adversaries: A Strategy of War Crimes. London, England: C. Hurst & Co. (2003). ISBN 9781850656463
- Nazor, Ante. Počeci suvremene hrvatske države: kronologija procesa osamostaljenja Republike Hrvatske: od Memoranduma SANU 1986. do proglašenja neovisnosti 8. listopada 1991 (horvát nyelven). Zagreb, Croatia: Croatian Homeland War Memorial Documentation Centre (2007). ISBN 9789537439019
- The International Conference on the Former Yugoslavia: Official Papers, Volume 1. BRILL (1997). ISBN 9789041104298
- TheYugoslav Wars (1): Slovenia & Croatia, 1991–95. Oxford, England: Osprey Publishing (2006). ISBN 9781841769639
- Trbovich, Ana S.. A Legal Geography of Yugoslavia's Disintegration. Oxford, England: Oxford University Press (2008). ISBN 9780195333435

### Újságcikkek
- (2010. szeptember 1.) „Grubišnopoljska kronika 1990.-1991. (drugi dio)” (horvát nyelven). Scrinia Slavonica 10 (1), 454–494. o, Kiadó: Croatian Historical Institute – Department of History of Slavonia, Srijem and Baranja. ISSN 1332-4853.
- Marijan, Davor (2012. május 1.). „The Sarajevo Ceasefire – Realism or strategic error by the Croatian leadership?”. Review of Croatian History 7 (1), 103–123. o, Kiadó: Croatian Institute of History. ISSN 1845-4380.
- Marijan, Davor (2012. november 1.). „Zamisao i propast napadne operacije Jugoslavenske narodne armije na Hrvatsku u rujnu 1991. godine” (horvát nyelven). Journal of Contemporary History 44 (2), 251–275. o, Kiadó: Croatian Institute of History. ISSN 0590-9597.
- Škvorc, Đuro (2010. február 1.). „Zapadna Slavonija uoči i u Domovinskom ratu do studenoga 1991. godine” (horvát nyelven). Cris: Journal of the Historical Society of Križevci 11 (1), Kiadó: The Historical Society of Križevci. ISSN 1332-2567.
- Štefančić, Domagoj (2011. december 1.). „Autocesta – okosnica rata u zapadnoj Slavoniji” (horvát nyelven). Journal – Institute of Croatian History 43 (1), 427–455. o, Kiadó: Institute of Croatian History, Faculty of Philosophy, Zagreb, FF press. ISSN 0353-295X.

### Tudósítások
- Obilježili 23. obljetnicu VRO 'Otkos 10' – prve oslobodilačke akcije MUP-a i HV-a (horvát nyelven). Večernji list, 2014. november 1. (Hozzáférés: 2014. december 6.)
- Burns, John F.. „The Demographics of Exile: Victorious Serbs Repopulate Croatian Villages”, The New York Times , 1992. május 10.
- „Dokumentarac o egzodusu Hrvata iz Dalja, Aljmaša i Erduta”, Glas Slavonije , 2012. augusztus 3. (horvát nyelvű)
- Nakić, Mario: Najtužniji dan za požeške branitelje: Poginulo 11 mladića (horvát nyelven). 034portal.hr, 2011. december 2. [2012. január 29-i dátummal az eredetiből archiválva].
- Otkriven spomenik braniteljima akcije Otkos 10 (horvát nyelven). Virovitica.net, 2008. november 4. [2013. december 2-i dátummal az eredetiből archiválva].
- „PARASTOS POVODOM STRADANJA SRBA U ISTOČNOJ BILOGORI”, Srna, 2013. október 30.. [2016. március 3-i dátummal az eredetiből archiválva] (Hozzáférés: 2022. december 4.) (szerb nyelvű)
- Simons, Marlise. „International Judge Is Removed From Case Over Apparent Bias”, The New York Times , 2013. augusztus 30.. [2013. november 29-i dátummal az eredetiből archiválva]
- „U Haagu završilo suđenje četničkom vojvodi Šešelju: Tužiteljstvo traži kaznu od 28 godina zatvora!”, Jutarnji list , 2012. március 20.. [2013. december 3-i dátummal az eredetiből archiválva] (horvát nyelvű)

### Egyéb források
- 20 Years of the Croatian Armed Forces. Horvát Védelmi Minisztérium. [2012. október 8-i dátummal az eredetiből archiválva]. (Hozzáférés: 2013. július 19.)
- Case Information Sheet – Kosovo, Croatia & Bosnia (IT-02-54) – Slobodan Milošević. International Criminal Tribunal for the former Yugoslavia
- Povjesnica (horvát nyelven). Horvát Védelmi Minisztérium, 2013. július 8. [2013. november 30-i dátummal az eredetiből archiválva].
- The Prosecutor of the Tribunal Against Vojislav Seselj. International Criminal Tribunal for the former Yugoslavia, 2003. január 15.
- Appendix D: Helsinki Watch Letter to Slobodan Milošević, President of the Republic of Serbia and Blagoje Adžić, Acting Minister of Defense, January 21, 1992, War Crimes in Bosnia-Hercegovina. New York City: Human Rights Watch, 274–309. o. (1992. január 21.). ISBN 1-56432-083-9
- Appendix E: Helsinki Watch Letter to Franjo Tudjman, President of the Republic of Croatia, February 13, 1992, War Crimes in Bosnia-Hercegovina. New York City: Human Rights Watch, 310–357. o. (1992. február 13.). ISBN 1-56432-083-9

## Fordítás
- Ez a szócikk részben vagy egészben  az    Operation Swath-10 című angol Wikipédia-szócikk ezen változatának fordításán alapul.  Az eredeti cikk szerkesztőit annak laptörténete sorolja fel. Ez a jelzés csupán a megfogalmazás eredetét és a szerzői jogokat jelzi, nem szolgál a cikkben szereplő információk forrásmegjelöléseként.
- Ez a szócikk részben vagy egészben  az    Operacija Papuk '91. című horvát Wikipédia-szócikk ezen változatának fordításán alapul.  Az eredeti cikk szerkesztőit annak laptörténete sorolja fel. Ez a jelzés csupán a megfogalmazás eredetét és a szerzői jogokat jelzi, nem szolgál a cikkben szereplő információk forrásmegjelöléseként.